# Cordillère fuégienne orientale
La cordillère fuégienne orientale  (en espagnol : cordillera fueguina oriental ) est une chaîne de montagnes située en Argentine, sur la grande île de la Terre de Feu. Ce cordon montagneux se distingue de la cordillère Darwin (cordillère fuégienne occidentale) par une altitude moyenne moins élevée et par ses glaciers, facilement accessibles, bien moins nombreux et de faible superficie.

## Géographie

### Principaux sommets
- Cerro Vinciguerra
- Cerro Martial
- Cerro Cinco Hermanos
- Mont Olivia

### Principaux glaciers
- Glacier Grande
- Glacier Los Vascos
- Glacier Ojo del Albino
- Glacier Alvear Este
- Glacier Vinciguerra
- Glacier Carbajal
- Glacier Dos Lenguas